# 塞夫罗
塞夫罗（義大利語：Sefro），是意大利马切拉塔省的一个市镇。总面积42平方公里，人口458人，人口密度10.9人/平方公里（2009年）。ISTAT代码为043050。